# رضا شربتي
رضا شربتی (16 فبراير 1995 بمشهد في إيران - ) هو لاعب كرة قدم إيراني في مركز الوسط. شارك مع منتخب إيران تحت 20 سنة لكرة القدم. أما مع النوادي، فقد لعب مع نادي مشكي بوشان.

## وصلات خارجية
- رضا شربتي على موقع قاعدة بيانات كرة القدم.إي يو (الإنجليزية)
- رضا شربتي على موقع Soccerway.com (الإنجليزية)
- رضا شربتي على موقع عالم كرة القدم.نت (الإنجليزية)